# Чиприани, Валентина
Валентина Чиприани (итал. Valentina Cipriani, р.8 апреля 1983) — итальянская фехтовальщица-рапиристка, чемпионка Европы, призёр Европейских игр.

## Биография
Родилась в 1983 году в Риме.  На ранних этапах карьеры выступала на Кубке мира по фехтованию и этапах Гран-при, занимая в основном места далеко от призовых мест.
В 2005 году на чемпионате Европы по фехтованию завоевала золотую медаль (в состязаниях на рапирах) и бронзовую (в командной рапире).
В 2015 году на Европейских играх завоевала две бронзовые медали в личных состязаниях и командной рапире.
Завершила карьеру в 2018 году.